# Juego de herramientas de aplicación de la SIM
Juego de herramientas de aplicacion de la SIM (STK, en inglés) es un estándar del sistema GSM que permite que el módulo de identidad del abonado (tarjeta SIM) para iniciar acciones que pueden ser usadas para varios servicios de valor añadido. Existen estándares similares para otros sistemas de redes y tarjetas, siendo un ejemplo el Juego de herramientas de aplicacion de la USIM (USAT, en inglés) para USIMs utilizado por las redes de nueva generación. Un nombre más general para esta clase de aplicaciones basadas en Java Cards que se ejecutan en Tarjeta UICCs es el Juego de herramientas de aplicación de tarjeta (CAT).
El Juego de Herramientas de Aplicación de la tarjeta SIM consiste en un conjunto de comandos programados en la SIM que definen cómo la SIM debe interactuar directamente con el mundo exterior e inicia comandos independientemente del teléfono y la red. Esto permite al SIM construir un intercambio interactivo entre una aplicación de red y el usuario final y acceder, o controlar el acceso a la red. El SIM también da comandos al teléfono como mostrar menús y/o pedir la entrada del usuario.
El STK ha sido desplegado por muchos operadores móviles en todo el mundo para muchas aplicaciones, a menudo cuando se requiere un enfoque basado en menús, como Banca móvil y la navegación de contenidos. Diseñado como un entorno de aplicación única, el STK puede iniciarse durante el encendido inicial de la tarjeta SIM y es especialmente adecuado para aplicaciones de bajo nivel con interfaces de usuario sencillas.
En las redes GSM, el juego de aplicaciones de la SIM está definido por la norma GSM 11.14 publicada en 2001.
A partir de la versión 4, GSM 11.14 fue reemplazado por 3GPP TS 31.111 que también incluye las especificaciones del Juego de Herramientas de Aplicación de USIM para redes 3/4G.

## Ventajas
- Algunos fabricantes afirman que STK permite niveles más altos de seguridad a través de la verificación de la identidad y encriptación, que son necesarios para un comercio electrónico seguro.[6][7]
- STK has been deployed on the largest number of mobile devices.[7]

## Limitaciones
La actualización del software de Android se realiza a través de GSM, donde el juego de herramientas de la SIM puede instalarse automáticamente con el nuevo software, independientemente de las aplicaciones de instalación automática.
El cambio de aplicaciones y menús almacenados en el SIM es difícil después de que el cliente recibe el SIM y a veces puede ser reconocido como software de vigilancia.
Para entregar las actualizaciones, la SIM debe ser devuelta y cambiada por una nueva (lo cual puede ser costoso e inconveniente) o las actualizaciones de la aplicación deben ser entregadas por aire (OTA) usando las características especializadas y opcionales de la SIM. A partir de octubre de 2010, los operadores de redes móviles pueden, por ejemplo, entregar menús de aplicación STK actualizados enviando un SMS seguro a los teléfonos que incluyen una caja de herramientas (S@T) compatible navegador de Internet inalámbrico (WIB). Cuando se utiliza una tarjeta SIM compatible con el BIP (protocolo independiente del portador) en un teléfono compatible con el BIP, las actualizaciones también pueden entregarse muy rápidamente (dependiendo de la conectividad de red disponible y soportada por el teléfono, es decir, la velocidad GPRS/3G). También podría ser posible cambiar el menú de aplicaciones STK basado en la especificación de la Puerta Inalámbrica de Internet (WIG). Las limitaciones de la actualización dificultan el número y la frecuencia de los despliegues de aplicaciones STK.
STK no tiene esencialmente ningún soporte para multimedia, solo imágenes básicas.
La tecnología STK tiene disponible un limitado apoyo de desarrollo independiente.

## En las redes más nuevas
El Juego de Herramientas de Aplicación de USIM (USAT) es el equivalente de STK para redes 3G. USAT aprovecha el entorno de multiaplicación de los dispositivos 3G al no activarse hasta que se ha seleccionado una aplicación específica, a diferencia de STK que se activa al inicio. Algunas funciones están relacionadas con la tarjeta en lugar de estar relacionadas con la aplicación.